# Юлія Рай
Юлія Рай (справжнє прізвище Бодай; нар. 25 грудня 1983, Львів, Україна) — українська співачка та авторка пісень.

## Біографія
Народилась 25 грудня 1983 року у Львові.  
З дитинства захоплювалася співом, дебютувавши у 16 років з піснею «Річка». Є авторкою пісень, слів, і музики. Навчалась у класі фортепіано. Була учасницею дитячо-юнацького академічного хору «Херувими» під керівництвом О. В. Жука. 
У 1999 році вступила до Львівського національного університету імені Івана Франка на факультет іноземних мов на кафедру англійської філології, де провчилась рік. Згодом переїхала у Київ і перейшла до Київського національного університету культури та мистецтв на факультет режисури і акторського мистецтва.
У 2009 році одружилась з австралійцем Павлом Дроздовим і переїхала до Австралії, відтоді в Україні творчу діяльність не веде.

## Творчий доробок
У творчому доробку співачки понад 40 пісень. Такі відомі пісні іншої співачки Руслани як «Танок з вовками» («Dance with the Wolves») повністю переклала з англійської українською мовою, а половина української версії пісні «Дикі танці» («Wild Dances», хіт Євробачення) була написана Бодай.

### Пісні
- Every Day
- Hello
- А я люблю
- Балада про мою землю
- Вітер
- Кожен день
- Мама!
- Мачо
- Не повернеш
- Один лиш раз
- Про що мрієш ти
- Рідний-рідний
- Річка
- Сам по собі
- Ти з іншої планети
- Ти мене полюбиш
- Щастя
- Я вільна[2]

### Альбоми
2007: Ти мене полюбиш:
- Річка
- Мама!
- А я люблю
- Ти мене полюбиш
- Вітер
- Hello
- Балада про мою землю

2006: Річка:
- Річка
- Ти мене полюбиш
- Рідний-рідний
- Мама!
- Сам по собі
- Ти з іншої планети
- Вітер
- Один лиш раз
- Мачо
- А я люблю
- Балада про мою землю